# Parc Nacional de Jozani Chwaka Bay
El Parc Nacional de Jozani Chwaka Bay és una parc nacional de Tanzània de 50 km², situat a l'illa de Unguja a l'arxipèlag de Zanzíbar. És l'únic parc nacional de Zanzíbar.